# Craig de la crique
Craig de la crique (Craig of the Creek) est une série télévisée d'animation américaine créée pour Cartoon Network Studios par Matt Burnett et Ben Levin, anciennement scénariste/éditeur de storyboard pour Steven Universe ainsi qu'anciens auteurs sur Level Up. Le pilote a été diffusé pour la première fois aux États-Unis, sur l'application officielle de Cartoon Network et en ligne, le 1er décembre 2017. Le premier épisode fut mis en ligne aux États-Unis le 19 février 2018, puis diffusé avec le deuxième épisode sur Cartoon Network durant un événement le 30 mars 2018.
Le 15 août 2018, il a été annoncé que la série serait renouvelée pour une deuxième saison qui sera diffusée en 2019.
En France, la série est diffusée depuis le 5 novembre 2018 sur Cartoon Network France et est diffusé à partir du 4 juillet 2022 sur France 4, en Suisse, elle est diffusée sur RTS Un.

## Synopsis
Dans la banlieue fictive de la ville de Herkleston, à Baltimore dans le Maryland, un garçon nommé Craig Williams et ses deux amis Kelsey et « J.P. » vivent de nombreuses aventures dans la crique, décrite comme une utopie enfantine de nature sauvage où les tribus d'enfants règnent sur des cabanes dans les arbres et sur des pistes de rampes de vélo.

## Personnages
- Craig Williams - Un garçon de 10 ans qui aime jouer à la crique avec ses amis Kelsey et J.P. Il est un leader naturel et essaie toujours d'aider les autres enfants quand ils en ont le plus besoin. Dans "Evasion du dîner familial", on apprend que Craig prend des cours de mathématiques avancées et admet qu'il aime ses cours. Il joue aussi le rôle d'un cartographe, car il rajoute en permanence des éléments à sa carte détaillée de la crique .
- Kelsey Bern - Une fillette de 9 ans aux cheveux roux qui est une amie de Craig. Elle porte toujours une cape et a une perruche (qu'elle identifie comme un faucon) nommée Mortimer qui est habituellement perchée sur le dessus de sa tête. Elle est aventureuse, aime les livres et a tendance à être trop dramatique. Elle fait souvent la narration interne de sa vie, chose dont ses amis sont conscients. Elle est élevée par son père veuf célibataire. Dans "Le monde d'Helen", il est révélé que Kelsey est juive.
- John Paul « J.P. » Mercer - Un grand garçon qui est un ami de Craig. Il porte un maillot de hockey trop grand pour lui. Bien qu'il ne soit pas très brillant, il est imaginatif et gentil avec ceux qui l'entourent. Son nom est l'abréviation de John-Paul II, tel que révélé dans "Chat". Dans "Sous le pont", Craig a déclaré que lui et Kelsey avaient "trouvé" J.P. dans une aventure précédente.
- Kit:la commerçante de la Crique
- Les Instants Thé:un club où l'on sert du thé ou encore un club qui organise des bals.Mais ce club fait disputer des enfants.Il est composé de Miss Eliza(la cheffe),Georges(le serviteur d'Eliza) et Miss Jane(l'autre Instant Thé,assistante de Miss Eliza)
- Les 10 Vitesses:une bande d'enfant fan de  BMX  composée de Guidolline(la cheffe),Vitesse Lumière,Boulet de Canon et Todd(petit-frère de Guidolline).Dans l'épisode"Criquivers alternatif",Guidolline et Boulet de Canon ont été parodié car ils faisaient du skate au lieu du BMX.
- L'Alliance de la Science:une bande d'enfants qui adorent la science composée de Wren,Farraday et Carl.
- Celui qui ne se gratte pas:un enfant blond apparru dans l'épisode"Au cœur de sumac".Il aurait 6frères et sœurs et c'est pour ça qu'il joue dans le sumac vénéneux(en plus,il résiste au sumac,d'où son surnom"Celui qui ne se gratte pas).Dans l'épisode"Criquivers alternatif",il est parodié en ayant des gros muscles.
- Bobby:un enfant qui adore les bonbons.Sa phrase mythique est "Mes bonbons!"avec un accent italien.Dans l'épisode"Criquivers alternatif",il dit "Mes brocolis!"au lieu de "Mes bonbons!".
- La Gardienne du Temps:elle a un tuba qui sonne pour dire qu'il faut rentrer à la maison.Sur son arbre,elle a des dizaines d'horloges et même un cadran solaire.Dans l'épisode"Criquivers alternatif",au lieu du tuba du diner,c'est le solo du diner.
- Les Filles Chevaux:des filles qui se prennent des chevaux,elle est composée de Mackenzie,Manney et Marie.Dans l'épisode"Criquivers alternatif",les Filles Chevaux jouent au basket.

## Distribution
- Craig (VO : Philip Solomon ; VF : Julien Crampon)
- Kelsey (VO : Georgie Kidder ; VF : Dorothée Pousséo)
- J.P. (VO : H Michael Croner ; VF : Franck Lorrain)
- Bernard (VO : Phil LaMarr ; VF : Yoann Sover)
- Jason (VO : Gunnar Sizemore (en) ; VF : Yoann Sover)
- Jessica (VO : Lucia Cunningham ; VF : Maryne Bertieaux)
- Todd (VO : H Michael Croner ; VF : Hervé Grull)
- David (VO : Zachary Steel ; VF : Hervé Grull)
- Grand-mère (VO : Saundra McClain ; VF : Cathy Cerdà)
- Grand-père (VO : Phil LaMarr ; VF : Achille Orsoni)
- Kit (VO : Dana Davis ; VF : Clara Soares)
- Cadette Paillettes (VO : Kamali Minter ; VF : Vanessa Van-Geneugden)
- Handlebarb (VO : Jessica McKenna (en) ; VF : Lily Rubens)
- Miss Eliza (VO : Andrée Vermeulen (en) ; VF : Léovanie Raud)
- Duane Williams (père de Craig) (VO : Terry Crews ; VF : David Krüger)
- Nicole Williams (mère de Craig) (VO : Kimberly Hébert Gregory (en) ; VF : Marie Diot)
- Mark (VO : Ben Levin ; VF : Benjamin Bollen)
- Barry (VO : Matt Burnett ; VF : Alexandre Nguyen)

Équipe technique
- Studio d'enregistrement : Cartoon Network Studios (VO), VF Productions[3] (VF)
- Création de casting : Karie Gima Pham (VO), Cécile Villemagne (VF)
- Direction artistique : Ben Levin, Kris Zimmerman Salter (VO), Cécile Villemagne (VF)
- Adaptation : Nadine Delanoë, Sauvane Delanoë

 Source et légende : version française (VF) sur RS Doublage

## Épisodes

### Saison 1 (2018-2019)
| No. de série | Titre                                                             | Scénaristes                           | Storyboards                           | Date de diffusion | Date de diffusion |
| --- | ----------------------------------------------------------------- | ------------------------------------- | ------------------------------------- | ----------------- | ----------------- |
| 1 | Au cœur du sumac Itch to Explore                                  | Madeline Queripel                     | Madeline Queripel                     | 30 mars 2018      | 5 novembre 2018   |
| Craig et ses amis rêvent de découvrir un nouvel endroit dans la crique. Ils décident de s'aventurer au coeur d'une brousse de sumac vénéneux. |                                                                   |                                       |                                       |                   |                   |
| 2 | Chat You're It                                                    | Matt Burnett et Ben Levin             | Matt Burnett et Ben Levin             | 30 mars 2018      | 5 novembre 2018   |
| 3 | Jessica va à la crique Jessica Goes to the Creek                  | Tiffany Ford et Michelle Xin          | Tiffany Ford et Michelle Xin          | 31 mars 2018      | 5 novembre 2018   |
| Craig et sa petite sœur Jessica restent dehors parce qu'ils ont oublié leurs clefs. Seule solution, finir l'après-midi à la crique. |                                                                   |                                       |                                       |                   |                   |
| 4 | Le dernier tome The Final Book                                    | Carmen Liang et Charmaine Verhagen    | Carmen Liang et Charmaine Verhagen    | 31 mars 2018      | 5 novembre 2018   |
| Le dernier livre de la série fantastique préférée de Kelsey, Ythrith of Scriggth, disparaît de la bibliothèque, alors Craig décide de l'aider à résoudre le mystère de qui l'a pris. Les enfants semblent se trouver dans une impasse, jusqu'à ce qu'un livre que Craig lui-même a lu lui donne les réponses dont il a besoin.                                                    |                                                                   |                                       |                                       |                   |                   |
| 5 | Trop de trésors Too Many Treasures                                | Katie Aldworth et Jason Dwyer         | Katie Aldworth et Jason Dwyer         | 31 mars 2018      | 5 novembre 2018   |
| 6 | Sauvageonne Wildernessa                                           | Dashawn Mahone et Najja Porter        | Dashawn Mahone et Najja Porter        | 2 avril 2018      | 6 novembre 2018   |
| 7 | Les habits du dimanche Sunday Clothes                             | Deena Beck et Angel Lorenzana         | Deena Beck et Angel Lorenzana         | 6 avril 2018      | 7 novembre 2018   |
| 8 | Évasion du dîner familial Escape from Family Dinner               | Tiffany Ford et Michael Yates         | Tiffany Ford et Michael Yates         | 9 avril 2018      | 8 novembre 2018   |
| En faisant des devoirs de mathématiques avancés, Craig apprend qu'il y a une bataille épique de ballons d'eau dans le ruisseau. Malheureusement, ses parents ont décidé de faire un barbecue et Craig est obligé de rester. Il décide de trouver un moyen de s'en sortir, mais aucun de ses plans ne semble fonctionner et il se sent dépassé.                                    |                                                                   |                                       |                                       |                   |                   |
| 9 | Le Monstre du potager Monster in the Garden                       | Lamar Abrams et Jeff Liu              | Lamar Abrams et Jeff Liu              | 13 avril 2018     | 9 novembre 2018   |
| Craig, Bernard et Jessica sont déposés chez leurs grands-parents pour le week-end. Grand-père Earl parle à Craig d'une mystérieuse créature qui s'introduit dans son jardin et mange ses légumes. Craig décide alors de capturer ce "Loup-garou végétalien" par tous les moyens nécessaires.                                                                                      |                                                                   |                                       |                                       |                   |                   |
| 10 | La Malédiction The Curse                                          | Charmaine Verhagen et Amber Cragg     | Charmaine Verhagen et Amber Cragg     | 16 avril 2018     | 10 novembre 2018  |
| Craig, Kelsey et J.P. découvrent que quelqu'un utilise leur moignon pour faire de la sorcellerie. Ils découvrent les sorcières (en fait deux adolescentes gothiques du nom de Tabitha et Courtney) qui, amusées par leur idée fausse, décident de les "maudire". Après avoir reçu une série de malchance, le trio décide d'amener les "sorcières" à défaire la malédiction.       |                                                                   |                                       |                                       |                   |                   |
| 11 | Le choix du chien Dog Decider                                     | Deena Beck et Angel Lorenzana         | Deena Beck et Angel Lorenzana         | 20 avril 2018     | 12 novembre 2018  |
| Craig, qui a peur de prendre des décisions, décide de rejoindre les Fredites, une secte qui vénère un chien nommé Fred pour ses prétendues capacités de prise de décision. Craig en vient à compter sur Fred, ce qui énerve Kelsey, mais quand il décide de s'écarter de la décision du chien, Fred disparaît et les Fredites blâment Craig.                                      |                                                                   |                                       |                                       |                   |                   |
| 12 | Libère la bête en toi Bring Out your Beast                        | Jason Dwyer et Tiffany Ford           | Jason Dwyer et Tiffany Ford           | 23 avril 2018     | 13 novembre 2018  |
| Craig veut jouer à un jeu de cartes appelé Libère la bête en toi. Il décide de prendre la collection de cartes anciennes de Bernard, parce qu'il ne la joue plus, pour jouer et découvre la puissante carte Beast Snare. En raison de son infamie, Craig essaie de s'en débarrasser, mais quelqu'un finit par le prendre et l'utiliser pour voler les cartes des autres joueurs.  |                                                                   |                                       |                                       |                   |                   |
| 13 | La Reine des égouts Lost in the Sewers                            | Jon Feria et Mark Galez               | Jon Feria et Mark Galez               | 27 avril 2018     | 14 novembre 2018  |
| Craig, Kelsey et J.P. se dirigent vers les égouts à la demande de la Reine des égouts pour y tracer une carte. Lorsque la Reine des égouts est emportée par une inondation, Craig décide de prendre les devants pour la retrouver et en sortir. Cependant, Craig est vraiment mauvais dans les directions alors que l'équipe se perd dans un labyrinthe de situations difficiles. |                                                                   |                                       |                                       |                   |                   |
| 14 | Le futur est en carton The Future is Cardboard                    | Dashawn Mahone et Najja Porter        | Dashawn Mahone et Najja Porter        | 30 avril 2018     | 11 novembre 2018  |
| Craig et ses amis rencontrent Carter Brown, un connaisseur de carton excentrique qui admire les talents de fabrication de carton de Craig et lui demande de se joindre à son projet pour rendre mobile New Cardboard City. Lorsque Kelsey et J.P. partent pour cause de frustration, ils rencontrent une autre ville en carton qui connaît Carter et ses idées dangereuses.       |                                                                   |                                       |                                       |                   |                   |
| 15 | Les Cigales The Brood                                             | Kris Mukai et Charmaine Verhagen      | Kris Mukai et Charmaine Verhagen      | 7 mai 2018        | 15 novembre 2018  |
| Le grand-père de Craig lui parle des essaims de cigales dans le Maryland et de la façon dont il ramasse les coquillages à chaque essaim. Après avoir accidentellement détruit sa cartouche de cigale, Craig, Kelsey et J.P. reçoivent une autre cartouche, mais se retrouvent coincés dans leur souche lorsqu'un essaim de cigales les force à rester pour s'abriter.             |                                                                   |                                       |                                       |                   |                   |
| 16 | Sous le pont Under the Overpass                                   | Dashawn Mahone et Najja Porter        | Dashawn Mahone et Najja Porter        | 9 juillet 2018    | 16 novembre 2018  |
| Craig découvre un chèvrefeuille dont Kit dit qu'il est très précieux dans l'arbre du commerce. Craig et ses amis s'aventurent là d'où vient la plante : un buisson de chèvrefeuille qui se trouve directement derrière un viaduc rempli d'étranges marques. Cependant, Craig et ses amis entrent en conflit avec un mystérieux archer à capuchon qui veut les faire disparaître.  |                                                                   |                                       |                                       |                   |                   |
| 17 | L'Invitation The Invitation                                       | Deena Beck et Angel Lorenzana         | Deena Beck et Angel Lorenzana         | 9 juillet 2018    | 17 novembre 2018  |
| Craig et ses amis sont invités par les Tea Timers à une soirée exclusive avec Mackenzie, Handlebarb et les scouts forestiers juniors pour essayer Tiramisu. Cependant, le contraste entre les invités éclate lorsqu'ils sont lentement expulsés de la fête avant que le gâteau ne soit servi, ce que Craig soupçonne faire partie de l'intention des Timers.                      |                                                                   |                                       |                                       |                   |                   |
| 18 | Le Nid du vautour Vulture's Nest                                  | Tiffany Ford et Jason Dwyer           | Tiffany Ford et Jason Dwyer           | 9 juillet 2018    | 18 novembre 2018  |
| Craig et ses amis rencontrent le groupe de garage Bad Moves (représenté par eux-mêmes) qui leur apprend à être un groupe de rock. Craig continue de faire un cauchemar à propos d'un incident avec un vautour dans une grange abandonnée, mais il essaie de le surmonter quand Bad Moves se fait virer de leur garage et il leur suggère de donner leur concert dans la grange.   |                                                                   |                                       |                                       |                   |                   |
| 19 | La quête de Kelsey Kelsey's Quest                                 | Katie Aldworth et Niki Yang           | Katie Aldworth et Niki Yang           | 9 juillet 2018    | 19 novembre 2018  |
| Les Aînés de la crique se sont fait voler leur précieuse épée par un garçon nommé Jerry, alors Kelsey prend sur elle de la récupérer. Elle continue de s'entraîner plus fort qu'elle ne l'a jamais fait auparavant, jusqu'à ce que J.P. suggère que son adversaire est aussi puissant, ce qui fait que Kelsey se sent peu sûre de ses capacités.                                  |                                                                   |                                       |                                       |                   |                   |
| 20 | J-poney JPony                                                     | Angel Lorenzana et Charmaine Verhagen | Angel Lorenzana et Charmaine Verhagen | 9 juillet 2018    | 20 novembre 2018  |
| Maney des "filles chevaux" invite J.P. à être un cheval avec elles parce qu'elle a le béguin pour lui. Il accepte même s'il est clairement désynchronisé avec les autres qui trouvent néanmoins ses bouffonneries charmantes. C'est pourquoi le chef des filles chevaux, Mackenzie, prépare un plan pour que J.P. soit mis à la porte.                                            |                                                                   |                                       |                                       |                   |                   |
| 21 | L'As de carré Ace of Squares                                      | Dashawn Mahone et Najja Porter        | Dashawn Mahone et Najja Porter        | 27 août 2018      | 11 février 2019   |
| 22 | Le Monde d'Helen Doorway to Helen                                 | Deena Beck et Angel Lorenzana         | Deena Beck et Angel Lorenzana         | 28 août 2018      | 12 février 2019   |
| 23 | Le dernier enfant de la crique The Last Kid in the Creek          | Jason Dwyer et Tiffany Ford           | Jason Dwyer et Tiffany Ford           | 29 août 2018      | 11 février 2019   |
| 24 | L'Escalade The Climb                                              | Katie Aldworth et Malcolm Pryor       | Katie Aldworth et Malcolm Pryor       | 30 août 2018      | 12 février 2019   |
| 25 | Grosses pincettes Big Pinchy                                      | Charmaine Verhagen et Niki Yang       | Charmaine Verhagen et Niki Yang       | 31 août 2018      | 13 février 2019   |
| 26 | L'enfant de l'an 3030 The Kid from 3030                           | Dashawn Mahone et Najja Porter        | Dashawn Mahone et Najja Porter        | 1er octobre 2018  | 13 février 2019   |
| 27 | Power Punchers                                                    | Jason Dwyer et Tiffany Ford           | Jason Dwyer et Tiffany Ford           | 2 octobre 2018    | 14 février 2019   |
| 28 | Les Coureurs de la crique Creek Cart Racers                       | Deena Beck et Angel Lorenzana         | Deena Beck et Angel Lorenzana         | 3 octobre 2018    | 14 février 2019   |
| 29 | Le club secret du livre Secret Book Club                          | Katie Aldworth et Aleth Romanillos    | Katie Aldworth et Aleth Romanillos    | 4 octobre 2018    | 15 février 2019   |
| 30 | Jextra Perrestre Jextra Perrestrial                               | Charmaine Verhagen et Niki Yang       | Charmaine Verhagen et Niki Yang       | 5 novembre 2018   | 15 février 2019   |
| 31 | La Quête du dîner The Takeout Mission                             | Dashawn Mahone & Najja Porter         | Dashawn Mahone & Najja Porter         | 6 novembre 2018   | 4 mai 2019        |
| 32 | Dîner à la crique Dinner at the Creek                             | Deena Beck & Angel Lorenzana          | Deena Beck & Angel Lorenzana          | 7 novembre 2018   | 6 mai 2019        |
| 33 | Sur les traces de Jessica Jessica's Trail                         | Jason Dwyer & Tiffany Ford            | Jason Dwyer & Tiffany Ford            | 8 novembre 2018   | 5 mai 2019        |
| 34 | Bestiole Ville Bug City                                           | Katie Aldworth & Drew Green           | Katie Aldworth & Drew Green           | 28 janvier 2019   | 7 mai 2019        |
| 35 | La Ruée vers l'or Deep Creek Salvage                              | Dashawn Mahone & Najja Porter         | Dashawn Mahone & Najja Porter         | 4 février 2019    | 9 mai 2019        |
| 36 | Le Raccourci The Shortcut                                         | Charmaine Verhagen & Niki Yang        | Charmaine Verhagen & Niki Yang        | 11 février 2019   | 8 mai 2019        |
| 37 | Le Tribunal du Prems Dibs Court                                   | Jason Dwyer & Tiffany Ford            | Jason Dwyer & Tiffany Ford            | 18 février 2019   | 10 mai 2019       |
| 38 | La Chasse aux fossiles The Great Fossil Rush                      | Deena Beck & Angel Lorenzana          | Deena Beck & Angel Lorenzana          | 25 février 2019   | 11 mai 2019       |
| 39 | Le Mystère de la Gardienne du Temps The Mystery of the Timekeeper | Jason Dwyer & Tiffany Ford            | Jason Dwyer & Tiffany Ford            | 4 mars 2019       | 28 août 2019      |
| 40 | Quête solitaire Alone Quest                                       | Katie Aldworth & Drew Green           | Katie Aldworth & Drew Green           | 11 mars 2019      | 12 mai 2019       |

### Saison 2 (2019-2020)
| No. de série | No. de saison | Titre                                                                    | Scénaristes                                                      | Storyboards                                                      | Date de diffusion | Date de diffusion |
| ------------ | ------------- | ------------------------------------------------------------------------ | ---------------------------------------------------------------- | ---------------------------------------------------------------- | ----------------- | ----------------- |
| 41           | 1             | Souvenirs de Bobby Memories of Bobby                                     | Charmaine Verhagen & Niki Yang                                   | Charmaine Verhagen & Niki Yang                                   | 18 mars 2019      | 13 mai 2019       |
| 42           | 2             | Jacob de la Crique Jacob of the Creek                                    | Dashawn Mahone & Najja Porter                                    | Dashawn Mahone & Najja Porter                                    | 18 mars 2019      | 27 août 2019      |
| 43           | 3             | Le retour des Rangers du Chèvrefeuille Return of the Honeysuckle Rangers | Deena Beck & Angel Lorenzana                                     | Deena Beck & Angel Lorenzana                                     | 25 mars 2019      | 21 septembre 2019 |
| 44           | 4             | Kelsey l'ancienne Kelsey the Elder                                       | Katie Aldworth & Ashley Tahilan                                  | Katie Aldworth & Ashley Tahilan                                  | 1er avril 2019    | 21 septembre 2019 |
| 45           | 5             | La Boule Big Bang Sour Candy Trials                                      | Dashawn Mahone & Najja Porter                                    | Dashawn Mahone & Najja Porter                                    | 1er avril 2019    | 21 septembre 2019 |
| 46           | 6             | Fort Williams                                                            | Lamar Abrams & Charmaine Verhagen                                | Lamar Abrams & Charmaine Verhagen                                | 10 mai 2019       | 21 septembre 2019 |
| 47 48        | 7 — 8         | L'autre côté The Other Side                                              | Jason Dwyer, Tiffany Ford, Dashawn Mahone, and Najja Porter      | Jason Dwyer, Tiffany Ford, Dashawn Mahone, and Najja Porter      | 22 juin 2019      | 29 avril 2020     |
| 49           | 9             | L'esprit de l'été Summer Wish                                            | Katie Aldworth & Ashley Tahilan                                  | Katie Aldworth & Ashley Tahilan                                  | 29 juin 2019      | 22 septembre 2019 |
| 50           | 10            | La monnaie de sa pièce Turning the Tables                                | Deena Beck & Angel Lorenzana                                     | Deena Beck & Angel Lorenzana                                     | 6 juillet 2019    | 27 avril 2020     |
| 51           | 11            | Roman clandestin Kelsey the Author                                       | Katie Aldworth & Ashley Tahilan                                  | Katie Aldworth & Ashley Tahilan                                  | 13 juillet 2019   | 28 avril 2020     |
| 52           | 12            | Le conseil de la Crique Council of the Creek                             | Jason Dwyer & Tiffany Ford                                       | Jason Dwyer & Tiffany Ford                                       | 20 juillet 2019   | 22 septembre 2019 |
| 53           | 13            | Cadette Paillette Sparkle Cadet                                          | Deena Beck & Angel Lorenzana                                     | Deena Beck & Angel Lorenzana                                     | 20 juillet 2019   | 22 septembre 2019 |
| 54           | 14            | Le cousin de la Crique Cousin of the Creek                               | Dashawn Mahone & Najja Porter                                    | Dashawn Mahone & Najja Porter                                    | 3 août 2019       | 28 avril 2020     |
| 55           | 15            | L'évadée Camper on the Run                                               | Annisa Adjani & Charmaine Verhagen                               | Annisa Adjani & Charmaine Verhagen                               | 10 août 2019      | 27 avril 2020     |
| 56           | 16            | Boule Puante Stink Bomb                                                  | Drew Green & Charmaine Verhagen                                  | Drew Green & Charmaine Verhagen                                  | 17 août 2019      | 22 septembre 2019 |
| 57           | 17            | L'évolution de Craig The Evolution of Craig                              | Katie Aldworth & Ashley Tahilan                                  | Katie Aldworth & Ashley Tahilan                                  | 17 août 2019      | 29 avril 2020     |
| 58           | 18            | La maison de poupée hantée The Haunted Dollhouse                         | Tiffany Ford & Charmaine Verhagen                                | Tiffany Ford & Charmaine Verhagen                                | 26 octobre 2019   | 24 décembre 2020  |
| 59 60        | 19 — 20       | La table des enfants Craig and the Kid's Table                           | Dashawn Mahone, Najja Porter, Tiffany Ford, & Charmaine Verhagen | Dashawn Mahone, Najja Porter, Tiffany Ford, & Charmaine Verhagen | 23 novembre 2019  | 1er janvier 2021  |
| 61           | 21            | La crèche de la Crique Creek's Daycare                                   | Jason Dwyner & Tiffany Ford                                      | Jason Dwyner & Tiffany Ford                                      | 18 avril 2020     | 28 avril 2020     |
| 62           | 22            | Les contrebandiers Sugar Smugglers                                       | Deena Beck & Angel Lorenzana                                     | Deena Beck & Angel Lorenzana                                     | 18 avril 2020     | 29 avril 2020     |
| 63           | 23            | Pyjama party chez JP Sleepover at JP's                                   | Marie Lum & Charmaine Verhagen                                   | Marie Lum & Charmaine Verhagen                                   | 25 avril 2020     | 29 avril 2020     |
| 64           | 24            | Le bal des Instants Thé Tea Timers' Ball                                 | Dashawn Mahone & Najja Porter                                    | Dashawn Mahone & Najja Porter                                    | 25 avril 2020     | 21 décembre 2020  |
| 65           | 25            | L'ADN du carton The Cardboard Identity                                   | Jason Dwyer & Kellye Perdue                                      | Jason Dwyer & Kellye Perdue                                      | 2 mai 2020        | 23 décembre 2020  |
| 66           | 26            | Les ancêtres de la Crique Ancients of the Creek                          | Deena Beck & Angel Lorenzana                                     | Deena Beck & Angel Lorenzana                                     | 2 mai 2020        | 23 décembre 2020  |
| 67           | 27            | Mortimer à la rescousse Mortimor to the Rescue                           | Katie Aldworth & Ashley Tahilan                                  | Katie Aldworth & Ashley Tahilan                                  | 9 mai 2020        | 25 décembre 2020  |
| 68           | 28            | Un secret en bouteille Secret in a Bottle                                | Jason Dwyer & Kellye Perdue                                      | Jason Dwyer & Kellye Perdue                                      | 9 mai 2020        | 29 décembre 2020  |
| 69           | 29            | Jour de troc Trading Day                                                 | Deena Beck & Angel Lorenzana                                     | Deena Beck & Angel Lorenzana                                     | 16 mai 2020       | 30 décembre 2020  |
| 70           | 30            | Au secours des anciens Crisis at Elder Rock                              | Katie Aldworth & Ashley Tahilan                                  | Katie Aldworth & Ashley Tahilan                                  | 16 mai 2020       | 30 décembre 2020  |
| 71           | 31            | L'épreuve du mérite Kelsey the Worthy                                    | Dashawn Mahone & Najja Porter                                    | Dashawn Mahone & Najja Porter                                    | 23 mai 2020       | 31 décembre 2020  |
| 72           | 32            | La guerre du drapeau The End Was Here                                    | Jason Dwyer & Drew Green                                         | Jason Dwyer & Drew Green                                         | 23 mai 2020       | 2 janvier 2021    |
| 73           | 33            | La clef de la crique In the Key of the Creek                             | Roan Helfer & Ashley Tahilan                                     | Roan Helfer & Ashley Tahilan                                     | 8 juin 2020       | 15 janvier 2021   |
| 74           | 34            | L'enfant-chien The Children of the Dog                                   | Deena Beck & Angel Lorenzana                                     | Deena Beck & Angel Lorenzana                                     | 8 juin 2020       | 6 janvier 2021    |
| 75           | 35            | ??? Jessica Shorts                                                       | Tiffany Ford & Charmaine Verhagen                                | Tiffany Ford & Charmaine Verhagen                                | 9 juin 2020       | ???               |
| 76           | 36            | Il court, il court, le furet Ferret Quest                                | Katie Aldworth & Ashley Tahilan                                  | Katie Aldworth & Ashley Tahilan                                  | 9 juin 2020       | 7 janvier 2021    |
| 77           | 37            | Il était une fois de l'autre côté de la crique Into the Overpast         | Dashawn Mahone & Najja Porter                                    | Dashawn Mahone & Najja Porter                                    | 10 juin 2020      | 9 janvier 2021    |
| 78           | 38            | La capsule temporelle The Time Capsule                                   | Lamar Abrams & Jason Dwyer                                       | Lamar Abrams & Jason Dwyer                                       | 10 juin 2020      | 11 janvier 2021   |
| 79           | 39            | Au-delà des rapides Beyond the Rapids                                    | Deena Beck & Angel Lorenzana                                     | Deena Beck & Angel Lorenzana                                     | 11 juin 2020      | 12 janvier 2021   |
| 80           | 40            | Le chipsage The Jinxening                                                | Tiffany Ford & Charmaine Verhagen                                | Tiffany Ford & Charmaine Verhagen                                | 11 juin 2020      | 15 janvier 2021   |

### Saison 3 (2020-2021)
| No. de série | No. de saison | Titre                                                                                  | Scénaristes                                                               | Storyboards                                                               | Date de diffusion | Date de diffusion |
| ------------ | ------------- | -------------------------------------------------------------------------------------- | ------------------------------------------------------------------------- | ------------------------------------------------------------------------- | ----------------- | ----------------- |
| 81 82        | 1 2           | L'autre côté : le Tournoi The Other Side: The Tournament                               | Angel Lorenzana, Dashawn Mahone, Najja Porter & Ashley Tahilan            | Angel Lorenzana, Dashawn Mahone, Najja Porter & Ashley Tahilan            | 21 juin 2020      | 1er mai 2021      |
| 83           | 3             | Le Sol c'est de la Lave The Ground is Lava!                                            | Lamar Abrams & Charmaine Verhagen                                         | Lamar Abrams & Charmaine Verhagen                                         | 29 juin 2020      | 24 mai 2021       |
| 84           | 4             | Le conseil de la Crique : Opération abeilles Council of the Creek: Operation Hive-Mind | Deena Beck & Amish Kumar                                                  | Deena Beck & Amish Kumar                                                  | 30 juin 2020      | 16 juin 2021      |
| 85           | 5             | Le voleur de vélos The Bike Thief                                                      | Jason Dwyer & Roan Helfer                                                 | Jason Dwyer & Roan Helfer                                                 | 1er juillet 2020  | 8 mai 2021        |
| 86           | 6             | Craig de la plage Craig of the Beach                                                   | Dashawn Mahone & Najja Porter                                             | Dashawn Mahone & Najja Porter                                             | 2 juillet 2020    | 8 mai 2021        |
| 87           | 7             | Le royaume des peluches Plush Kingdom                                                  | Angel Lorenzana & Ashley Tahilan                                          | Angel Lorenzana & Ashley Tahilan                                          | 24 aout 2020      | 9 mai 2021        |
| 88           | 8             | Le Trio Esquimau The Ice Pop Trio                                                      | Lamar Abrams & Charmaine Verhagen                                         | Lamar Abrams & Charmaine Verhagen                                         | 25 aout 2020      | 9 mai 2021        |
| 89           | 9             | Bataille de crayons Pencil Break Mania                                                 | Deena Beck & Amish Kumar                                                  | Deena Beck & Amish Kumar                                                  | 26 aout 2020      | 27 mai 2021       |
| 90           | 10            | Le dernier jeu de l'été The Last Game of Summer                                        | Jason Dwyer & Roan Helfer                                                 | Jason Dwyer & Roan Helfer                                                 | 27 aout 2020      | 27 mai 2021       |
| 91 92        | 11 12         | Des bonbons ou un sort Trick or Creek                                                  | Deena Beck, Jason Dwyer, Roan Helfer & Amish Kumar                        | Deena Beck, Jason Dwyer, Roan Helfer & Amish Kumar                        | 19 octobre 2020   | ???               |
| 93           | 13            | Anthologie d'Automne Fall Anthology                                                    | Dashawn Mahone & Najja Porter                                             | Dashawn Mahone & Najja Porter                                             | 20 octobre 2020   | 22 mai 2021       |
| 94           | 14            | Master Casse-Croûte Afterschool Snackdown                                              | Angel Lorenzana & Ashley Tahilan                                          | Angel Lorenzana & Ashley Tahilan                                          | 21 octobre 2020   | 22 mai 2021       |
| 95           | 15            | Le Monstre du Marais Creature Feature                                                  | Lamar Abrams & Charmaine Verhagen                                         | Lamar Abrams & Charmaine Verhagen                                         | 22 octobre 2020   | 4 septembre 2021  |
| 96           | 16            | Le roi du Camping King of Camping                                                      | Dashawn Mahone & Najja Porter                                             | Dashawn Mahone & Najja Porter                                             | 23 octobre 2020   | 4 septembre 2021  |
| 97           | 17            | Grandeur et décadence du Poncho Vert The Rise and Fall of the Green Poncho             | Angel Lorenzana & Ashley Tahilan                                          | Angel Lorenzana & Ashley Tahilan                                          | 28 décembre 2020  | 5 septembre 2021  |
| 98           | 18            | J'ai pas besoin de bonnet I Don't Need a Hat                                           | Lamar Abrams & Charmaine Verhagen                                         | Lamar Abrams & Charmaine Verhagen                                         | 29 décembre 2020  | 4 septembre 2021  |
| 99           | 19            | Criquivers Alternatif Alternate Creekiverse                                            | Deena Beck & Amish Kumar                                                  | Deena Beck & Amish Kumar                                                  | 30 décembre 2020  | 5 septembre 2021  |
| 100          | 20            | Jour de Neige Snow Day                                                                 | Jason Dwyer & Roan Helfer                                                 | Jason Dwyer & Roan Helfer                                                 | 31 décembre 2020  | 26 juin 2021      |
| 101 102      | 21 22         | La crique est vide Winter Break                                                        | Angel Lorenzana, Dashawn Mahone, Najja Porter & Ashley Tahilan            | Angel Lorenzana, Dashawn Mahone, Najja Porter & Ashley Tahilan            | 18 janvier 2021   | 3 octobre 2021    |
| 103          | 23            | Au chaud sous la neige Snow Place Like Home                                            | Lamar Abrams & Charmaine Verhagen                                         | Lamar Abrams & Charmaine Verhagen                                         | 6 février 2021    | 25 septembre 2021 |
| 104          | 24            | Briser la Glace Breaking the Ice                                                       | Dashawn Mahone & Najja Porter                                             | Dashawn Mahone & Najja Porter                                             | 13 février 2021   | 26 septembre 2020 |
| 105          | 25            | Les jeux Criquelympiques Winter Creeklympics                                           | Deena Beck & Amish Kumar                                                  | Deena Beck & Amish Kumar                                                  | 20 février 2021   | 25 septembre 2021 |
| 106          | 26            | Bienvenue rue de la Crique Welcome to Creek Street                                     | Jason Dwyer & Roan Helfer                                                 | Jason Dwyer & Roan Helfer                                                 | 27 février 2021   | 26 septembre 2021 |
| 107          | 27            | La convention des anciens Fan or Foe                                                   | Angel Lorenzana & Ashley Tahilan                                          | Angel Lorenzana & Ashley Tahilan                                          | 6 mars 2021       | ???               |
| 108          | 28            | Le Nouveau Maillot The New Jersey                                                      | Lamar Abrams & Charmaine Verhagen                                         | Lamar Abrams & Charmaine Verhagen                                         | 13 mars 2021      | 2 octobre 2021    |
| 109          | 29            | Le tournesol The Sunflower                                                             | Deena Beck, Anatola Howard & Amish Kumar                                  | Deena Beck, Anatola Howard & Amish Kumar                                  | 20 mars 2021      | 14 octobre 2021   |
| 110          | 30            | Craig World                                                                            | Jason Dwyer & Roan Helfer                                                 | Jason Dwyer & Roan Helfer                                                 | 27 mars 2021      | 14 septembre 2021 |
| 111          | 31            | L'Échange de corps Body Swap                                                           | Dashawn Mahone & Najja Porter                                             | Dashawn Mahone & Najja Porter                                             | 7 juin 2021       | 12 septembre 2021 |
| 112          | 32            | Carter le Copieur Copycat Carter                                                       | Angel Lorenzana & Ashley Tahilan                                          | Angel Lorenzana & Ashley Tahilan                                          | 8 juin 2021       | 12 septembre 2021 |
| 113          | 33            | Le Frère du Milieu Brother Builder                                                     | Pearl Low & Richie Pope                                                   | Pearl Low & Richie Pope                                                   | 9 juin 2021       | 20 septembre 2021 |
| 114          | 34            | Jessica la stagiaire Jessica the Intern                                                | Deena Beck & Amish Kumar                                                  | Deena Beck & Amish Kumar                                                  | 10 juin 2021      | 21 septembre 2021 |
| 115          | 35            | Capture ton Fanion 1re partie : Les Bonbons Capture the Flag Part 1: The Candy         | Roan Everly & Angel Lorenzana                                             | Roan Everly & Angel Lorenzana                                             | 28 juin 2021      | 4 décembre 2021   |
| 116          | 36            | Capture ton Fanion 2e partie : Le Roi Capture the Flag Part 2: The King                | Deena Beck & Amish Kumar                                                  | Deena Beck & Amish Kumar                                                  | 29 juin 2021      | 4 décembre 2021   |
| 117          | 37            | Capture ton Fanion 3e partie : La Légende Capture the Flag Part 3: The Legend          | Lamar Abrams & Charmaine Verhagen                                         | Lamar Abrams & Charmaine Verhagen                                         | 30 juin 2021      | 4 décembre 2021   |
| 118          | 38            | Capture ton Fanion 4e partie : Le Plan Capture the Flag Part 4: The Plan               | Jason Dwyer & Ashley Tahilan                                              | Jason Dwyer & Ashley Tahilan                                              | 1er juillet 2021  | 4 décembre 2021   |
| 119 120      | 39 40         | Capture ton Fanion 5e partie : La Guerre Capture the Flag Part 5: The Game             | Jason Dwyer, Dashawn Mahone, Leiana Nitura, Najja Porter & Ashley Tahilan | Jason Dwyer, Dashawn Mahone, Leiana Nitura, Najja Porter & Ashley Tahilan | 2 juillet 2021    | 4 décembre 2021   |

## Accueil

### Prix et nominations
| Année | Prix               | Catégorie         | Nomination     | Résultat |
| ----- | ------------------ | ----------------- | -------------- | -------- |
| 2018  | Common Sense Media | Common Sense Seal | Toute la série | Lauréat  |